# Martin Formanack
Martin Formanack, ameriški veslač, * 1. december 1866, Nemčija, † 1. november 1947, St. Louis, Missouri.
Formanackje za ZDA nastopil na Poletnih olimpijskih igrah 1904 v St. Louisu, kjer je nastopal v disciplini četverec brez krmarja in osvojil srebrno medaljo.